# Hanbun no tsuki ga noboru sora
Hanbun no tsuki ga noboru sora (半分の月がのぼる空? lett. "Il cielo dove sorge la mezza luna") è una serie di light novel di genere romantico scritta da Tsumugu Hashimoto ed illustrata da Keiji Yamamoto. La storia è incentrata su due adolescenti ricoverati in ospedale, Yuichi a causa dell'epatite A mentre Rika a causa di una cardiomiopatia, e sul sentimento amoroso reciproco che via via incominciano a condividere l'uno per l'altra.
Pubblicato in 8 volumi usciti dal 2003 al 2006, ne è anche stato tratto un anime in 6 episodi nel 2006 andato in onda su WOWOW. Lo stesso anno è stato serializzato in un manga in due volumi. TV Tokyo tra ottobre e dicembre 2006 ha prodotto un dorama live action in 13 puntate, anche noto con il titolo Hantsuki; infine nel 2010 ne è stata tratta una trasposizione cinematografica Hanbun no tsuki ga noboru sora che vede Sōsuke Ikematsu interpretare il ruolo del protagonista maschile.

## Trama
La vicenda narra del rapporto sentimentale nascente tra due diciassettenni, entrambi ricoverati in ospedale per problemi di salute; iniziano a passare sempre più tempo l'uno insieme all'altra, a confidarsi i propri sentimenti e speranze e a vedere il mondo e la vita attraverso il loro innamoramento.

## Personaggi
Yuichi Ezaki
Studente di liceo di 17 anni, viene ricoverato nell'ospedale della sua città, Ise nella prefettura di Mie, a causa dell'epatite A che ha contratto. Si accorge presto di una bella ragazza di nome Rika che si trova nell'ala est della struttura ospedaliera: incoraggiato dall'infermiera Akiko fa presto amicizia con lei. Dopo pochi minuti riescono a litigare a causa del libro preferito dalla ragazza, ma Yuichi si fa perdonare promettendo di obbedire a tutti i suoi desideri. Più cominciano a passar il tempo in compagnia vicini e più il ragazzo incomincia a provar un forte sentimento per Rika.
Rika Akiba
Ragazza di 17 anni, ha passato la maggior parte della sua giovane vita ricoverata in ospedale per colpa di gravi problemi di cuore, gli stessi che hanno condotto alla morte il padre. A causa dei prolungati e ripetuti ricoveri si ritrova senza amici e passa la maggior parte del tempo a leggere i libri del suo autore preferito, lo scrittore e poeta Ryūnosuke Akutagawa. Ha anche uno stretto rapporto col dottor Natsume, il che è fonte di frequenti tensioni nella sua relazione con Yuichi.
Yoshizo Tada
Un vecchio pervertito che ha un'enorme collezione di materiale pornografico, via via raccolta durante la sua permanenza in ospedale. Egli consiglia Yuichi ad aver almeno un rapporto sessuale con la coetanea, se lui davvero la ama, perché se non lo fa sicuramente avrà poi, in seguito, da pentirsene amaramente: la sua filosofia di vita è che, chi perde l'occasione è uno stupido in quanto vivrà una vita di doloroso rammarico. Poco prima della sua morte improvvisa aveva espresso le sue ultime volontà ad Akiko: passare l'intera sua collezione porno a Yuichi.
Akiko Tanizaki
L'infermiera che si occupa di Yuichi; si comporta col ragazzo proprio come fosse una sorella maggiore, non esitando a punirlo o prendersi gioco di lui ogni qualvolta egli se lo meriti: arriverà pure a picchiarlo quando verrà a sapere ch'è stato sedotto dalla sua amica Misako. È un tipo altamente manipolativo e ficcanaso, ma ha i suoi momenti di tenerezza e veramente si preoccupa col cuore dei propri pazienti; in particolare si affanna nell'aiutare il buon esito del rapporto tra i due giovani, ché capisce che Rika potrebbe non aver ancora molto tempo da vivere.
Goro Natsume
Il medico che si occupa delle cure da dare a Rika, anche prima d'esser trasferito in quell'ospedale era il dottore di fiducia della ragazza; molto affezionato a lei sembra nutrire dei sentimenti nei suoi confronti, cerca pertanto di sabotare la relazione tra Yuichi e Rika. Un giorno, giunto in ospedale ubriaco è arrivato al punto di picchiare il ragazzo, dimostrando in tal maniera tutta la gelosia che covava, almeno questo è quanto fa credergli. In realtà il motivo è che, avendo provato lui stesso una condizione simile (la moglie amatissima gli è morta per lo stesso male di Rika) cerca di evitar a Yuichi un'egual sofferenza, non volendo che il ragazzo sperimenti quel che ha passato lui.
Tsukasa Sekoguchi
Va di tanto in tanto a far visita a Yuichi, di cui è un buon amico, aiutandolo segretamente nel suo rapporto con Rika: durante queste "missioni" indossa una maschera di zebra per celare la propria identità e darsi un senso di forza.
Tamotsu Yamanishi
Si reca da Yuichi quando scopre che il ragazzo ha ereditato la collezione porno del vecchio Yoshizo, ciò metterà anche l'amico nei guai con Rika.
Miyuki Mizutani
Compagna di scuola di Rika, va a chiedere spesso notizie sulle sue condizioni di salute.

## Anime

### Episodi
| Nº | Giapponese 「Kanji」 - Rōmaji                                                | In onda          | In onda |
| Nº | Giapponese 「Kanji」 - Rōmaji                                                | Giapponese       |         |
| 1  | 「亜希子さんと少女と芥川龍之介」 - Akiko-san to Shōjo to Akutagawa Ryūnosuke | 12 gennaio 2006  |         |
| 2  | 「多田コレクションの相続」 - Tada Korekushon no Sōzoku                       | 26 gennaio 2006  |         |
| 3  | 「戎崎コレクションの終焉〜そして」 - Ezaki Korekushon no Shūen~Soshite       | 2 febbraio 2006  |         |
| 4  | 「一日だけのスクールライフ」 - Ichinichi Dake no Sukūru Raifu                | 9 febbraio 2006  |         |
| 5  | 「とめられた一分」 - Tomerareta Ippun                                        | 16 febbraio 2006 |         |
| 6  | 「僕たちの両手は」 - Bokutachi no Ryōte wa                                   | 23 febbraio 2006 |         |

## Dorama

### Cast
- Atsushi Hashimoto - Ezaki Yuichi
- Miku Ishida Akiba Rina
- Kohki Okada - Natsume Goro
- Kimika Yoshino - Tanizaki Akiko
- Takuya Nakayama - Sekoguchi Tsukasa
- Shingo Nakagawa - Tamanishi Tamotsu
- Takayo Kashiwagi - Mizutani Miyuki
- Akira Kubo
- Satomi Nagano - Kimura Aya (ep5)